# キト・ブカ
キト・ブカ（？ - 1260年9月3日）は、イル・ハン朝の将軍。フレグの家臣。
モンゴル帝国のフレグに仕えた家臣で、ナイマン部の出身である。フレグがモンケの命令で西征を開始すると従軍し、アッバース朝との戦いやマムルーク朝との戦いで活躍し、多くの戦功を立てた。1259年にモンケが亡くなり、フレグが主力軍を率いてモンゴル本面に撤退を開始すると、キト・ブカは1万の留守部隊を預けられてシリアに駐屯し、マムルーク朝と対峙した。
ところがフレグの撤退でマムルーク朝のスルタンであるクトゥズが勢いづき、12万の大軍を率いてシリア奪還を目指した。キト・ブカは留守部隊を率いて迎撃したが、衆寡敵せずアイン・ジャールートの戦いでマムルーク軍先鋒のバイバルスらの活躍もあって大敗。キト・ブカは乱戦の最中に戦死したとも、捕縛されて処刑されたとも伝えられている。